# Bombardier Global Express
Bombardier Global Express là một loại máy bay phản lực tốc độ cao chuyên chở VIP, do Bombardier Aerospace chế tạo. Bombardier Global 5000 là phiên bản ngắn hơn.

## Biến thể
- Global Express
- Global Express XRS
- Global Express 5000
- Raytheon Sentinel R1
- USAF E-11A [3]

## Quốc gia sử dụng

### Quân sự
Botswana
- Không quân Botswana[4].

 Đức
- Không quân Đức (Luftwaffe)

 Malaysia
- Không quân Hoàng gia Malaysia

 Anh Quốc
- Không quân Hoàng gia

 Swaziland
- Quân đội Swaziland

 Hoa Kỳ
- Không quân Hoa Kỳ
  - Northrop Grumman E-11A[3]

 México
- Không quân Mexicol

 Ấn Độ
- Không quân Ấn Độ

## Tính năng kỹ chiến thuật

### Global Express XRS
Đặc điểm tổng quát
- Tổ lái: 2 (nhỏ nhất) - 4 (thông thường)
- Sức chuyên chở: 8-19 hành khách
- Chiều dài: 99 ft 5 in (30,3 m)
- Sải cánh: 94 ft 0 in (28,65 m)
- Chiều cao: 24 ft 10 in (7,57 m)
- Diện tích cánh: 1.022 ft² (94,9 m²)
- Trọng lượng rỗng: 49.750 lb (22.600 kg)
- Trọng tải có ích: 1.775 lb w/full fuel (805 kg)
- Trọng lượng cất cánh tối đa: 99.500 lb (44.500 kg)
- Động cơ: 2 × Rolls-Royce Deutschland BR710A2-20 kiểu turbofan, 14.750 lbf (65,5 kN) mỗi chiếc
- Chiều dài Cabin: 48 ft 4 in (14,73 m)
- Chiều rộng Cabin lớn nhất (centerline): 8 ft 2 in (2,49 m)
- Chiều rộng Cabin lớn nhất (floorline): 6 ft 11 in (2,11 m)
- Chiều cao Cabin: 6 ft 3 in (1,91 m)
- Diện tích sàn Cabin: 335 ft² (31,1 m²)

 Hiệu suất bay 
- Vận tốc cực đại: Mach.89 (513 kt, 590 mph, 950 km/h)
- Vận tốc hành trình: Mach.85 (488 kt, 564 mph, 907 km/h)
- Tầm bay: 6.325 nm (7.080 mi, 11.390 km)
- Trần bay: 51.000 ft (15.500 m)
- Tải trên cánh: 95,9 lb/ft² (468 kg/m²)
- Lực đẩy/trọng lượng: 0,301
- Đường băng cất cánh (SL, ISA, MGTOW): 6.120 ft (1.870 m)
- Đường băng hạ cánh (SL, ISA, MLW): 2.670 ft (814 m)

### Global 5000
Dữ liệu lấy từ Bombardier
Đặc điểm tổng quát
- Tổ lái: 2 - 3
- Sức chuyên chở: 8 trong cấu hình thông thường, lên tới 19
- Chiều dài: 96,8 ft (29,5 m)
- Sải cánh: 94 ft 0 in (28,65 m)
- Chiều cao: 25,5 ft (7,7 m)
- Diện tích cánh: 1.882 ft² (53,29 m²)
- Trọng tải có ích: 1.775 lb (w/full fuel) (805 kg)
- Trọng lượng cất cánh tối đa: 92.750 lb (42.071 kg)
- Động cơ: 2 × Rolls-Royce Deutschland BR710A2-20 kiểu turbofan, 14.750 lbf (65,6 kN) mỗi chiếc
- Chiều dài Cabin: 42.47 f (12,94 m)
- Chiều rộng Cabin (centerline): 8.17 ft (2,49 m)
- Chiều rộng Cabin (floorline): 6.92 ft (2,11 m)
- Chiều cao Cabin: 6.25 ft (1,91 m)
- Diện tích sàn Cabin: 317 ft² (29,4 m²)
- Thể tích tổng Cabin 1.884 ft³ (53,9 m³)

 Hiệu suất bay 
- Vận tốc cực đại: Mach.89 (513 kt, 590 mph, 950 km/h)
- Vận tốc hành trình: Mach.85 (488 kt, 562 mph, 904 km/h)
- Tầm bay: 5.200 nm (9.360 km)
- Trần bay: 51.000 ft (15.000 m)
- Trọng lượng hoạt động cơ bản: 50.840 lb (23.061 kg)
- Trọng lượng Maximum Ramp Weight: 92.750 lb (42.071 kg)
- Maximum Takeoff Weight: 92.500 lb (41.957 kg)
- Maximum Zero Fuel Weight: 56.000 lb (25.401 kg)
- Maximum Fuel Weight 39.250 lb (17.804 kg)
- Balanced field length (SL, ISA, MTOW): 5.540 ft (1.689 m)
- Landing distance (SL, ISA, MLW): 2.670 ft (814 m)

Hệ thống điện tử

- Rockwell Collins Pro Line Fusion avionics suite